# 拉斯普拉萨斯
拉斯普拉萨斯（義大利語：Las Plassas），是意大利撒丁大区南撒丁省的一个市镇。总面积11.14平方公里，人口273人，人口密度24.5人/平方公里（2009年）。ISTAT代码为106009。